# Список персонажей фильма «Трансформеры: Месть падших»
Список персонажей фильма «Трансформеры: Месть падших» — сводка информации о персонажах второй части фантастической киноэпопеи режиссёра Майкла Бэя.

## Люди
- Джош Дюамель — майор Уильям Леннокс (его повысили в звании).
- Тайриз Гибсон — сержант Роберт Эппс (его не повысили в звании).
- Джон Бенджамин Хики — Теодор Гелоуэй, советник президента США по национальной безопасности; неприязненно относится к автоботам. Убеждён в том, что угроза из космоса давно миновала и, следовательно, человечеству не должно быть дела до «разборок» между трансформерами; кроме того, «точит зуб» на автоботов из-за того, что они не передали землянам секреты своей продвинутой военной техники.[1]
- Гленн Моршауэр — генерал Моршауэр, командующий подразделения «N.E.S.T».
- Шайа Лабаф — Сэм Уитвики. За два года, прошедшие со времени событий, показанных в предыдущем фильме, он повзрослел, окончил школу и поступил в колледж Беверли-Хиллз. Приключения его не манят; он хочет жить, как живут все его сверстники, и поэтому отвечает отказом на просьбу Оптимуса Прайма о помощи. Однако мечтам Сэма о спокойной жизни не суждено осуществиться: невольно и неожиданно для себя он становится единственным хранителем таинственного древнего знания, не́когда заключённого в «Оллспарке», и десептиконы начинают охоту за его головой.
- Кевин Данн — Рональд Уитвики, отец Сэма.
- Джули Уайт — Джуди Уитвики, мать Сэма.
- Меган Фокс — Микаэла Бейнс, работает в мастерской своего отца. Раздосадована отъездом Сэма в колледж, но ещё больше — тем, что он за два года так и не признался ей в любви. Перед отъездом Сэм передаёт ей на хранение обломок «Оллспарка». Подосланный десептиконами мини-кон Уили пытается выкрасть обломок из сейфа в мастерской, но Микаэла вовремя успевает остановить и обезвредить маленького шпиона, после чего он становится её помощником.
- Рамон Родригес — Лео Шпитц, хакер, однокурсник Сэма и его сосед по комнате в колледже; создатель конспиративного сайта о трансформерах. Несмотря на это, непосредственный контакт с трансформерами застаёт его врасплох и приводит в шок (правда, он происходит далеко не в самой уютной обстановке — на старом, заброшенном заводе, куда десептикон Гриндор привозит его и Микаэлу к Мегатрону «в комплекте» с Сэмом).
- Изабель Лукас — Элис, красавица-блондинка, студентка того же колледжа, куда поступил Сэм Уитвики; на неё «положил глаз» Лео, но она игнорирует его авансы и старается завлечь Сэма. В дальнейшем выясняется, что на самом деле Элис — претендер (десептикон, замаскированный под человека) шпионка Саундве́йва. Она проникает в комнату Сэма и пытается его убить, но появление Микаэлы и Лео мешает ей это сделать; тогда она трансформируется в робота и преследует Сэма и его друзей, но в итоге погибает сама, когда Микаэла на машине разбивает её о столб.
- Джон Туртурро — агент (теперь уже бывший) Сеймур Симмонс, уволенный со службы после закрытия «Сектора 7», устроился на работу в мясной лавке, однако по-прежнему имеет доступ ко всей информации, связанной с инопланетными пришельцами, которую помещает в Интернете под псевдонимом «Робо-Воин». Кроме того, поддерживает массу полезных знакомств в различных сферах.

## Автоботы
| Имя           | Голос                               | Трансформация                                           | Описание |
| ------------- | ----------------------------------- | ------------------------------------------------------- | --- |
| О́птимус Пра́йм | Питер Каллен / Андрей Ярославцев    | Грузовик Peterbilt                                      | Руководит автоботами, входящими в состав подразделения N.E.S.T. Как самый авторитетный из автоботов, отвечает за «связи с общественностью». Следуя сложившейся традиции, погибает от руки Мегатрона, защищая Сэма, но впоследствии возвращён к жизни с помощью Матрицы лидерства. |
| Ба́мблби       | Марк Райан                          | Автомобиль «Chevrolet Camaro»                           | По-прежнему остаётся бессловесным, но бесконечно преданным другом и телохранителем Сэма. Также и фактически его родителей, когда спасает их от Рэмпейджа. |
| А́йронхайд     | Джесс Харнелл / Андрей Чубченко     | Пикап «GMC Topkick»                                     | Эксперт по вооружению. Сменил Джаза в качестве ближайшего помощника Оптимуса Прайма. |
| Рэ́тчет        | Роберт Фоксворт / Александр Клюквин | Спасательный внедорожник «Hummer H2»                    | Военный врач. К концу фильма получает возможность продемонстрировать свои способности. |
| Са́йдсвайп     | Джеймс Ремар                        | Автомобиль Chevrolet Corvette.                          | Изящный и стремительный робот, чем-то напоминающий «покойного» Джаза; вооружён двумя мечами из невероятно прочного сплава — кибертрониума., которыми очень лихо орудует, восторгаясь собственным боевым искусством. В режиме робота использует колёса как роликовые коньки, что позволяет ему развивать скорость до 140 км/ч. И ещё он вооружен четырьмя ракетными установками и двумя пулемётами, производящими 50 выстрелов в минуту. |
| Джолт         | Нет                                 | Синий Chevrolet Volt                                    | Ассистент Рэтчета по медицинской части. Вооружён цепями для разбирания трансформеров и пушкой. В фильме появляется лишь на мгновение, в момент, когда помогает Рэтчету разобрать Джетфайра на запчасти для восстановления Оптимуса Прайма. Кроме того, его можно увидеть в кадре на заднем плане, когда Гэллоуэй отдает приказ Ленноксу о передислокации. |
| А́рси          | Грей Делизл                         | Розовый мотоцикл Ducati 848 с голографическим водителем | Девушка-автобот. Способна разделяться на три относительно самостоятельных модуля: головной модуль (собственно Арси) красного цвета и два дополнительных — Хро́мию (синий Suzuki B-King 2008) и Эли́ту-1 (сиреневый MV Agusta F4). Во время битвы у пирамид, когда её видели в последний раз, Арси и Элита-1 попали под обстрел Старскри́ма, Бо́ункрашера и десептиконских солдат и были серьёзно ранены, и только Хромия осталась невредима, и всё же Майкл Бэй заявил, что все три сестры погибли в битве в Египте. Убита клоном Боункрашера. |
| Скидс         | Том Кенни                           | Легковой автомобиль Chevrolet Beat зелёного цвета       | Один из самых молодых автоботов. Считает себя (без всяких на то оснований) серьёзным и ответственным, но на самом деле такой же «безбашенный», как и его брат Мадфлэп. Вооружён он газовой пушкой со сверхскоростной перезарядкой. Кроме того, он имеет специальное устройство, с помощью которого может метать во врагов снаряды в форме дисков; одни из них издают в полёте дикий визг и используются для психической атаки, другие при попадании в цель генерируют мощный электрический разряд, временно парализующий врага. В крайнем случае он способен обойтись и без оружия — его пальцы покрыты прочной кобальтовой бронёй, что делает его тумаки весьма чувствительными. |
| Ма́дфлэп       | Рено Уилсон                         | Автомобиль Chevrolet Trax красного цвета                | Брат-близнец Скидса, задира и сорвиголова. Занят преимущественно тем, что всеми мыслимыми способами «достаёт» своего брата. Вооружен он пулемётом на правой руке и над головой. |
| Дже́тфайер     | Марк Райан                          | Самолёт SR-71 Blackbird                                 | Один из древних «искателей», обнаруженный Сэмом Уитвики и его друзьями в музее, в облике самолёта SR-71 Blackbird; будучи десептиконом, тем не менее, симпатизирует автоботам. Вместе с Сэмом, Микаэлой, Лео и агентом Симмонсом отправляется в Египет, чтобы найти Матрицу лидерства и спасти Оптимуса Прайма. Тяжело раненый Скорпоноком, перед смертью отдаёт Прайму все свои системы, чтобы дать ему необходимую мощь для сражения с Фолленом и Мегатроном. В режиме робота основное оружие Джетфайера — лучевая пушка; кроме того, он вооружён боевым топором и ракетной установкой, вмонтированной в руку.                                                                  |

## Десептиконы
| Имя        | Голос                        | Альтернативный режим                                                            | Описание |
| ---------- | ---------------------------- | ------------------------------------------------------------------------------- | --- |
| Фо́ллен     | Тони Тодд                    | Звёздный истребитель                                                            | Представитель древнейшего рода трансформеров — могущественных Праймов, предавший благородные идеалы своих братьев ради стремления к неограниченной власти (сам он, однако, считает, что это Праймы предали его, лишив его доступа к энергоресурсам Солнца). Прибыл на Землю, чтобы найти и активировать спрятанный на ней Гаситель звёзд. Был убит Оптимусом Праймом. |
| Мегатро́н   | Хьюго Уивинг/Владимир Зайцев | Кибертронский танк                                                              | В данном фильме выступает не столько как лидер десептиконов, сколько в качестве ученика и подчинённого Фоллена. Вооружён мечом, встроенным в правую руку, и плазменной пушкой. После победы Оптимуса Прайма над Фолленом скрылся в неизвестном направлении вместе со Старскримом. |
| Старскри́м  | Чарли Адлер                  | Сверхзвуковой истребитель «F-22 Raptor»                                         | Единственный из десептиконов, кому удалось благополучно и своевременно убраться с Земли в конце предыдущего фильма. На Кибертроне в отсутствие Мегатрона выращивал новых десептиконов и взял на себя командование теми, кто оставался в живых (за что почувствовал на себе гнев Мегатрона, когда тот после своего воскрешения вернулся на Кибертрон). Потерял руку в той же схватке, в которой погиб Оптимус Прайм, но сумел быстро восстановиться. Участвовал в сражении с автоботами у пирамид, но, видя, что дело плохо, уговорил Мегатрона бросить Фоллена и бежать. |
| Саундве́йв  | Фрэнк Уэлкер                 | Спутник-шпион                                                                   | Находился на орбите Земли; ассимилировав спутник связи Министерства обороны США, перехватывает секретную информацию о местонахождении Мегатрона и уцелевших осколков «Оллспарка», и передаёт её конструктиконам. Механическая собака Рэведж — его агент. |
| Сайдуэ́йз   | Джон ДиМаджио                | Спортивный автомобиль Audi R8                                                   | Связной десептиконов; погибает от руки Сайдсвайпа во время стычки на улицах Шанхая. Вооружен двумя циркулярными пилами, встроенными в его руки. |
| Рэ́ведж     | Нет                          | Нет                                                                             | Разведчик десептиконов; имеет вид двухметровой бронированной металлической пантеры с единственным глазом — мощным фоторецептором, титановыми когтями и шипастым хвостом, который может использовать как электрическую дубинку. Дополнительное оружие — два пулемёта на спине, которые при необходимости могут трансформироваться в ракетницы. Скрытное и чрезвычайно проворное создание, мастер маскировки и отвлекающих манёвров; куда не может проникнуть сам, запускает своих крошечных подручных — наноботов-микроконов, выглядящих наподобие ртутных шариков, которые, в свою очередь, способны собираться вместе, образуя Ридмена — миниатюрного, малозаметного робота-шпиона, способного незаметно проникать на различные объекты, собирать информацию и производить диверсии. Именно таким способом Рэведж по заданию Саундвейва похищает осколок «Оллспарка» с секретного объекта «В-14». Погиб во время битвы с Бамблби. |
| Скорпонок  | Нет                          | Гигантский металлический скорпион                                               | Во время боя тяжело ранил Джетфайера, но когда тот упал, Скорпонок упал рядом с его правой рукой, и Джетфайер впечатал его в землю своим кулаком. |
| Демоли́шер  | Кэлвин Уиммер                | экскаватор Terex O&K RH 400                                                     | Один из самых огромных не составных десептиконов. Уничтожен Оптимусом Праймом в Шанхае. |
| Девастатор | Нет                          | Робот-гештальт                                                                  | Образован путём объединения девяти строительных трансформеров-конструктиконов. Был задействован для разрушения пирамиды, в которой с давних времён находился Гаситель звёзд — установка для производства энергона из звёздного вещества. Разбит выстрелом из электромагнитной пушки с эсминца ВМФ США. Девастатор может создавать мощную гравитационную воронку своим ртом, и всё, что находится рядом с ним, притягивается в его зияющую пасть и полностью там перемалывается. |
| Миксмастер | Нет                          | Бетономешалка фирмы Mack                                                        | Вооружен щитками на руках и пушкой на спине, разрезан Джетфайером пополам. Образует голову Девастатора. |
| Рэмпейдж   | Кевин Майкл Ричардсон        | Красный бульдозер Caterpillar D11                                               | Вооружен двумя хлыстами из гусеничных цепей. По приказу Фоллена был перекрашен с жёлтого на красный цвет и взял в заложники родителей Сэма, чтобы заставить того отдать Матрицу лидерства. Убит Бамблби после продолжительного сражения. |
| Лонг Хоул  | Нет                          | Зелёный самосвал Caterpillar 773B                                               | Вооружён двумя ракетницами и огнемётами на руках. Снабженец, самый выносливый (после Демолишера) из команды. Вместе с Мегатроном и Скреппером преследовал Сэма, но всю троицу накрыла бомбардировка с крейсера, и уцелел только Мегатрон. Образует правую ногу Девастатора. |
| Скреппер   | Нет                          | Жёлтый Погрузчик                                                                | Вооружён булавой и бластером. Вместе с Мегатроном и Лонг Хоулом преследовал Сэма, но вместе с Лонг Хоулом уничтожен бомбардировкой. Образует правую руку Девастатора. |
| Хайтауэр   | Нет                          | Жёлтый Подъёмный кран                                                           | Конструктикон, образующий левую руку Девастейтора. Был убит выстрелом с авианосца. Напоминает механического тираннозавра. |
| Скэвенджер | Нет                          | Красный экскаватор Terex O&K RH 400                                             | Конструктикон, образующий туловище Девастатора. Был убит выстрелом с авианосца. Брат-близнец Демолишера. |
| Оверлоуд   | Нет                          | Красный самосвал Komatsu HD465-7                                                | Конструктикон, образующий вместе со Скэвенджером туловище Девастатора. Был убит выстрелом с авианосца. Вооружён крючьями и клешнями. |
| Скрэпметал | Нет                          | Жёлтый Экскаватор                                                               | По приказу Доктора был разобран на запчасти своими собратьями для починки Мегатрона. Вооружён двумя клешнями, в которые вмонтирован энергонный бластер, пускающий по телу противника несколько миллионов вольт электричества. |
| Бо́ункрашер |                              | Бронетранспортёр «Buffalo MPV».                                                 | Клон погибшего в предыдущей части десептикона |
| Гриндор    | Нет                          | Вертолёт CH-53E Super Stalion                                                   | Брат близнец Блэкаута. Использует лопасти пропеллера как оружие, превращая их в роторный бластер. Послан Мегатроном, чтобы захватить в плен Сэма, однако прибывший Оптимус Прайм разрывает десептикону лицо. |
| Френзи     | нет                          | В фильме появляется лишь его голова, хранящаяся в тайном музее агента Симмонса. | |

## Мини-коны
| Имя    | Голос     | Альтернативный режим     | Описание |
| ------ | --------- | ------------------------ | --- |
| Доктор | Нет       | Микроскоп                | Верный слуга Мегатрона. Сначала оживляет его самого, потом по его приказу допрашивает Сэма Уитвики, чтобы получить информацию о месте, где спрятана Матрица, а потом пытается достать его мозг.        |
| Вили   | Том Кенни | Радиоуправляемая машинка | Мини-Кон; прислан на Землю десептиконами с заданием добыть второй обломок Великой Искры, но затем принимает сторону автоботов; страшно боится Микаэлы и называет её не иначе как «богиня-воительница». |
| Мидж   | нет       | нет                      | Маленький робот, похожий на металлическую муху. Используется для разведки. Одного такого раздавил Сэм.                                                                                                 |
| Ридмен | нет       | нет                      | Мини-кон; доставлен Рэведжем в секретное хранилище, чтобы выкрасть первый осколок Искры. |